# Four Portraits (Thomson)
Virgil Thomson schreef deze Four Portraits for cello and piano rond 1940.

## Algemeen
Virgil schreef in de loop van zijn carrière zo'n 140 portraits. Zij gaan over alledaagse objecten, zaken en voor hem bekende personen. Ze zijn geschreven in bijna alle compositiesoorten, zoals sonates, rondos. Ze kennen ook alle muziekstijlen, van harmonieus tot twaalftonentechniek.
Zijn doel bij de start van de serie was om spontane en op het heden gebaseerd composities te krijgen; het werd op een gegeven moment zijn favoriete manier van componeren.

## Compositie
De eerste drie delen van het werk zijn in eerste instantie alleen voor piano geschreven (later heeft Virgil ze nog bewerkt voor andere instrumenten). De definitieve versie kwam tot stand na een arrangement van Luigi Silva, vriend van de componist en cellist. Het werk werd in 1942 in dat arrangement gepubliceerd. Er zijn vier delen:
1. Bugles and birds (Pablo Picasso); gecomponeerd op 30 april 1940 in Parijs, geeft de ontembare energie weer van de genoemde kunstenaar;
2. Tango lullaby: a portrait of Mlle. Alvarez de Toledo, gecomponeerd op 24 april 1940, een (volgens de componist) tijdloze schoonheid; de tango verwijst naar haar Spaanse achtergrond; (Mlle. staat voor Mademoiselle);
3. In a bird cage (Lise Deharme); gecomponeerd in 1941, een beeld van de salon in de flat van Deharme in Parijs, waar de vogels letterlijk in en uit vlogen;
4. Fanfare for France: A portrait af Max Kahn; gecomponeerd op 15 april 1940; een werk uitbeeldend de modeontwerper, bekend onder de naam Max Kenna.

## bron
- uitgave van Albany Records